# RaidersSphere3rd
『RaidersSphere3rd』は、同人サークルRectangleによって製作されたフライトシューティングゲームであり、RaidersSphereシリーズ第3作。

## 概要
全10ミッションで構成されているが、周回によって分岐も発生する。新たな機体や武装が追加されており、また前作同様ネット対戦が可能となっている。RaidersSphereEditor（通称RSE）の強化版が搭載されており、自分の手で自由にミッションの作成を行うことが可能である。本作自体もこのEditorによって製作されている。
Raiders部隊の隊長であるハヤトが各地を攻撃する未確認飛行物体「エイリアン」と戦うストーリーになっている。前作までのストーリーとの直接的な繋がりは無く、作中では東京という地名は用いられずに「首都」とのみ呼称されている。
4Gamer.net の「インディーズゲームの小部屋」では「アクション性に重点が置かれたゲーム」とされており、「フライトシミュレータをあまりプレイしたことがない人でも十分に楽しめる」と評されている。
2010年6月27日のサンシャインクリエイション48では、本作の「立体映像対応版」である『RaidersSphere3rd 3D-Dive Edition』が頒布されており、同人ショップにおいて委託販売も行われている。

### RaidersSphere Other missions
RaidersSphere3rdのアペンドディスク。 RaidersSphere3rdのRaidersSphereEditorにより参加者11名が製作した全11作品、計80以上のオリジナルミッションのほかスクリーンセーバーも収録。RaidersSphereシリーズの3Dモデル製作を担当した柴田拡大が、参加者の3Dモデル製作を請け負うなどした。2006年12月31日のコミックマーケット71で販売されており、RaidersSphere3rdのDL販売版に収録されている。
収録作品
- Patriots
- centrair war
- SecretSideshow
- Space_Cherry
- Imaginary
- The heretical sky
- MF社の逆襲
- INCARNATION
- RaidersSphere1945
- Hogmanay 24h
- shrot short short !!
- RaidersSphere Screen Saver

## 登場人物
ハヤト （声：神谷康人）主人公。さわやか好青年キャラ。
レイチェル （声：留桜良姫）主人公の搭乗機体に搭載されているAI。学習機能を持ち、すばやい情報解析能力とハッキング能力を有する。人間と会話が出来、初めは無機質であったが、ハヤトたちとの交流で次第に人間味を帯びてくる。ジャッジメント内部に侵入するためハッキングを行うが、逆にウィルスを送り込まれ、機能を破壊されてしまう。
ハカセ （声：千葉世如）博士兼司令官。レイチェルの生みの親。出撃した後に有効な武器を用意していた事を知らせたり、考えていると言った対抗処置が次の作戦に間に合わなかった事を笑って謝るなど、おおらかな面を持つ。
ジャック （声：チャオ・ササキ）ハヤトの僚機。ハヤトをライバル視している。何かとピンチに陥るモミジのサポートに回る事が多い。
キョウ （声：方広寺悠宇）ハヤトの僚機。ジャッジメント上部から撤退する味方の殿を務めるが、機体が被弾し戦死。
ボタン （声：にゃみ）ハヤトの僚機。お嬢様口調。
モミジ （声：中恵光城）ハヤトの僚機。ボタンを先輩と慕う。はじめは飛ぶことさえ不自由であったが、後に鬼神のごとく敵を撃墜するまでに成長する。
オリバー （声：紫季伊冬那）ハヤトの僚機。部隊のムードメーカー。「今度機体を選ぶときはミサイル1000発積める機体を選んでやる」は名言で、RaidersSphereEditorによる自作ミッションで実際に1000発積める機体が登場したほどである。
マルク （声：藤沢大典）ハヤトの僚機。レイチェルを機械に過ぎないと信用しない反面、ハギに対して好意を持っているそぶりを見せる。
ハギ （声：楽乃由重）情報解析担当。自分より早く情報解析を行うレイチェルを疎ましく思っている。スフィアードペンタゴン戦にてレーザー砲台の自爆からソレイユを守ろうと特攻し戦死。

## 用語

### 部隊名
レヴァンタラバーズ初出現時にラバーズに捕らえられてしまった陸上部隊。その後、捕虜施設から救出される。
ラステージャ捕虜救出作戦に参加した一次攻撃部隊。ゴールデンドーンのレーザー攻撃を受け、全滅。

### 兵器名
ソレイユ
ハカセが敵エイリアンの宇宙船を元に開発した宇宙船。スペースシャトルを大きくしたような形をしている。
チャリオットTypeA
エイリアンが使用する戦闘機。機動性と耐久力が高いが、搭載力は低い。鹵獲し人間に操縦できるようにした機体も存在する。
チャリオットTypeB
エイリアンが使用する戦闘機。レーザー砲を搭載している攻撃機。鹵獲し人間に操縦できるようにした機体も存在する。
チャリオットTypeC
エイリアンが使用する戦闘機で主力として序盤から終盤まで多数登場する。鹵獲し人間に操縦できるようにした機体も存在する。
チャリオットTypeD
エイリアンが使用する戦闘機。ミサイルを搭載せず、レーザー砲とビームガンを装備。鹵獲し人間に操縦できるようにした機体も存在するが、作中では使用できない。
チャリオットTypeE
エイリアンが使用する戦闘機。機体サイズが小さく、武装はビームガンのみの軽装機。
ラバーズ
エイリアンが使用する戦闘艦。スフィアードペンタゴンからのエネルギー供給によりバリアを展開できる。
フォーチュン
エイリアンが使用する戦闘艦。チャリオットを発進させるカタパルトがあり、いわば空母の役割を果たす。潜水も可能で、それによりレーダー網を突破した。
ジャッジメント
エイリアンの母艦。首都を壊滅させた。
ゴールデンドーン
衛星軌道上に展開し、地上をも射程に捕らえる巨大レーザー砲。レーザー発射口以外はバリアを展開しているため攻撃を受け付けない。ソーラーパネルによりエネルギーを供給している。
スフィアードペンタゴン
敵エイリアンの指令要塞。敵の司令塔であり、エネルギー供給源。無数のレーザー砲を装備している。